# Imperial College Press
Imperial College Press (ICP) avait été formée à partir d'un partenariat entre l'Imperial College of Science, Technology and Medicine à Londres et la maison d'édition World Scientific. 
Cette maison d'édition acquit les droits de publication de l'ouvrage en anglais The Nobel Prize: The First 100 years de la part de la Fondation Nobel dont le comité éditorial fut composé d'Agneta Wallin Levinovitz et Nils Ringertz.
Cette maison publie des ouvrages d'enseignement et de recherche dans les sujets enseignés à l'Imperial College : chimie, informatique, sciences économiques, finance & management, sciences de l'ingénieur, sciences de l'environnement, sciences de la vie, mathématiques, médecine et physique.  
En août 2016, la maison d'édition a été incorporée à la maison d'édition World Scientific sous la nouvelle dénomination, World Scientific Europe.

## Quelques revues savantes
- Journal of Bioinformatics and Computational Biology
- Journal of Integrative Neuroscience
- International Journal of Innovation Management
- Journal of Environmental Assessment Policy and Management